# The Power God
The Power God é um seriado estadunidense de 1925, gênero ação e Ficção científica, dirigido por Francis Ford e Ben F. Wilson, em 15 capítulos, estrelado por Ben F. Wilson, Neva Gerber e Lafe McKee. Foi produzido por Ben Wilson Productiions e J. Charles Davis Productions, e veiculou nos cinemas estadunidenses a partir de 1 de maio de 1925, quando estreou o primeiro capítulo, The Ring of Fate.

## Sinopse
Professor Sturgess inventa um engenho milagroso que pode tirar o poder ilimitado dos átomos do ar. Quando o professor é morto, sua filha e seu noivo precisam lutar para manter o segredo do mecanismo longe das mãos do maléfico Weston Dore e seus capangas.

## Elenco
- Ben F. Wilson	 ...	Jim Thorpe
- Neva Gerber	 ...	Aileen Sturgess
- Lafe McKee	 ...	Prof. Daniel Sturgess
- Al Ernest Garcia	 ...	Weston Dore (creditado Allan Garcia)
- Ruth Royce	 ...	Carrie Dore
- William H. Turner	 ...	Jarvis Humphries
- Catherine Kent	 ...	Mrs. Thorpe
- Nelson McDowell	 ...	Dr. Clack
- Chefe “Eagle Wing”	 ...	Sabo (creditado Grover Eagle Wing)
- Sam Allen	 ...	John Morgan (creditado Sam Allan)
- Jess Cavin	 ...	Bernard Christman
- Jack Henderson … Juiz de Paz
- Francis Ford … Agente do Serviço Secreto

## Capítulos
1. The Ring of Fate
2. Trapped
3. The Living Dead
4. Black Shadows
5. The Death Chamber
6. House of Peril
7. Hands in the Dark
8. The 59th Second
9. Perilous Waters
10. The Bridge of Doom
11. Treachery
12. The Storm's Lash
13. The Purloined Papers
14. The Flaming Menace
15. The Wages of Sin

Fonte:

## Seriado no Brasil
The Power God estreou no Brasil em 25 de junho de 1927, no Cine Fênix, em São Paulo, sob o título “O Deus da Energia”. Também ficou conhecido sob o título alternativo “O Adeus da Energia”.